# Casa de los tres mundos
Фонд «Casa de los tres mundos» (исп. Casa de los tres mundos) — культурный проект и фонд, основанные в городе Гранада (Никарагуа) по инициативе Эрнесто Карденаля и Дитмара Шенхера в 1989 году; фонд развивает культурно-социальные инициативы в Центральной Америке; управляет собственным зданием, в котором проводятся концерты, театральные постановки и публичные чтения; проводит выставки произведений современного искусства, созданного местными авторами. Является частью сети Австрийская общественная служба за границей. В здании фонда находится городской архив Гранады.

## История и описание
Фонд «Casa de los tres mundos» (букв. дом трёх миров) был создан в городе Гранада (Никарагуа) в 1988—1989 годах никарагуанским революционером, поэтом и теологом Эрнесто Карденалем и австрийским писателем Дитмаром Шёнхером (1926—2014) как проект культурного развития; первым директором фонда стал австрийский историк Дитер Штадлер (род. 1952).
В соответствии со своим уставом, фонд продвигает «социально-культурные проекты в Никарагуа и Центральной Америке» — «продвижение инициатив в области культурного образования» и культурный обмен также являются целями его деятельности (в частности, он проводит студенческие обмены). Центр объединяет в себе художественную и музыкальную школы, центр для проведения мероприятий и лекторий; в здании фонда также находится и городской архив Гранады.
Одним из направлений деятельности фонда является проект по восстановлению и развитию деревни в Малакатойе, регионе в департаменте Гранада, начатый Штадлером после разрушений, вызванных ураганом Митч в 1998 году. Организация концертов, выставок, публичных чтений, лекций, проведений театральных и танцевальных мероприятий является частью деятельности организации — наравне с организацией языковых курсов и проведением международных симпозиумов и художественных фестивалей. Фонд также является спонсором программы «Pan y Arte» (букв. хлеб и искусство). Выставки местных современных художников в Европе, а европейских в Никарагуа также являются частью культурного обмена: так в 2014—2016 годах художница Карин Дёрре (Karin Dörre, род. 1964) дважды выставлялась в «Casa Tres Mundos».
До мая 2006 года Шенхер занимал пост президента фонда, пока его не сменил бывший мэр Бремена Хеннинг Шерф (род. 1938). С 2001 года молодые австрийцы-призывники могут проходить альтернативную службу в фонде — «Casa de los tres mundos» стал частью сети организаций, ведущих свою деятельность в рамках проекта Австрийская общественная служба за границей.
Фонд «Casa de los tres mundos» расположен в здании бывшей дворянской резиденции «Casa de los Leones», построенной в колониальном стиле — история здания восходит к XVI веку. Комплексная реставрация помещений проходила в период с 1988 по 1995 год — с использованием оригинальных материалов, применявшихся при традиционном строительстве того времени. В середине 1990-х годов фонду потребовалось дополнительное пространство и осенью 1995 года была начата реставрация бывшего здания городского суда. После реконструкции и перепланировки здесь разместились художественные мастерские, типография и классы художественной школа.